# Colletes nieuwoudtvillei
Colletes nieuwoudtvillei är en biart som beskrevs av Kuhlmann 2007. Colletes nieuwoudtvillei ingår i släktet sidenbin, och familjen korttungebin. Inga underarter finns listade i Catalogue of Life.